# 阿韦尔讷
阿韦尔讷（法語：Avernes，法語發音：[avɛʁn] ⓘ）是法国法蘭西島大區瓦兹河谷省的一个市镇，属于蓬图瓦兹区。2018年，市镇加当库尔并入阿韦尔讷。

## 地理
阿韦尔讷（49°5'8"N, 1°52'24"E）面积17.15 平方千米，位于法国法蘭西島大區瓦兹河谷省，该省份为法国北部内陆省份，北起瓦兹省，西接厄尔省，南至塞纳-圣但尼省、上塞纳省和伊夫林省，东临塞纳-马恩省。
与阿韦尔讷接壤的市镇（或旧市镇、城区）包括：韦克桑地区兰维尔、弗雷曼维尔、泰梅里库尔、维迪若利维拉日、科姆尼、韦克桑地区吉里。

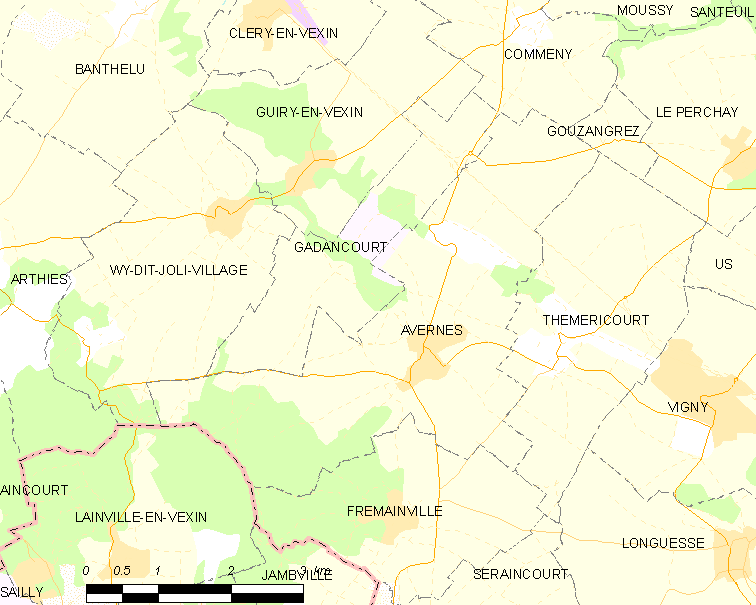
阿韦尔讷的OSM定位图

阿韦尔讷的时区为UTC+01:00、UTC+02:00（夏令时）。

## 行政
阿韦尔讷的邮政编码为95450，INSEE市镇编码为95040。

## 政治
阿韦尔讷所属的省级选区为沃雷阿勒县。

## 人口

1962-2008年间阿韦尔讷人口变化图示

阿韦尔讷于2022年1月1日时的人口数量为866人。